# Michael Karoli
Michael Karoli (29 aprilie 1948 - 17 noiembrie 2001, Essen) a fost un chitarist, violonist și compozitor german. A fost unul dintre membrii fondatori ai influentei trupe de krautrock Can.

## Discografie
- Deluge (1995 - cu Polly Eltes)